# Oligonychus clavatus
Oligonychus clavatus är en spindeldjursart som först beskrevs av Ehara 1959.  Oligonychus clavatus ingår i släktet Oligonychus och familjen Tetranychidae. Inga underarter finns listade i Catalogue of Life.